# 棧橋通一丁目停留場
棧橋通一丁目停留場（日语：／ Sambashidori Itchi-chōme teiryūjō */?），是位於高知縣高知市棧橋通一丁目，屬於土佐電交通棧橋線的電車站。

## 歷史
此站在1904年（明治37年）梅之辻至棧橋之間開通時啟用，當時站名為帶田停留場（日语：／）。1938年（昭和13年），此站的站名改為棧橋通二丁目停留場（日语：／）。當時此站至梅之辻停留場之間曾存在的鏡川町通停留場也同時改名為棧橋通一丁目停留場。該站在1955年（昭和30年）廢止，而本站則改名為棧橋通一丁目。同時本站原本的站名的棧橋通二丁目則變成南邊的電車站名稱。
- 1904年（明治37年）5月2日 - 土佐電氣鐵道帶田停留場啟用[1]。
- 1930年（昭和5年）10月21日 - 電車站獲得遷移許可[1]。
- 1934年（昭和9年）4月25日 - 梅之辻至此電車站之間獲得新設電車站的許可，該電車站名為鏡川町通停留場[1]。
- 1938年（昭和13年）2月1日 - 電車站改名為棧橋通二丁目停留場[1][2]。鏡川町通停留場改名為棧橋通一丁目停留場（第一代）[1]。
- 1955年（昭和30年）6月20日 - 棧橋通一丁目停留場（第一代）廢止，此電車站改名為棧橋通一丁目停留場[1][2]。
- 2014年（平成26年）10月1日 - 土佐電氣鐵道、高知縣交通（日语：高知県交通）和土佐電Dream Service（日语：土佐電ドリームサービス）合併，土佐電交通成立[3]。成為土佐電交通的電車站。

## 電車站構造
此站建在共用道路上，並設有2面2線的相對式乘車處（千鳥式）。兩月台之間相隔一個路口，路口北邊為高知站前方向月台，南邊為棧橋方向月台。

## 電車站周邊
- 潮江市民圖書館
- 高知縣道34号桂濱播磨屋線（日语：高知県道34号桂浜はりまや線）
- 「棧橋通一丁目」巴士站
- 高知銀行南分店
- 淨信寺（日语：浄信寺 (高知市)）
- 高知市青年中心（日语：高知市青年センター）

## 相鄰電車站
土佐電交通
棧橋線
梅之辻－棧橋通一丁目－棧橋通二丁目

## 注腳
1. 1 2 3 4 5 6 7 8 9 10 11  今尾惠介（監修）. . 11 中国四国. 新潮社. 2009: 61. ISBN 978-4-10-790029-6 （日语）.
2. 1 2 3 4  土佐電鉄の電車とまちを愛する会. . JTB Can Books. JTB出版. 2006: 101・156–158頁. ISBN 4-533-06411-6 （日语）.
3. ↑  上野宏人. . 毎日新聞 (毎日新聞社). 2014-10-02 （日语）.
4. ↑  川島令三. . 【図説】 日本の鉄道. 第2巻 四国西部エリア. 講談社. 2013: 38・95頁. ISBN 978-4-06-295161-6 （日语）.